# Joe Piscopo
Joe Piscopo est un acteur, humoriste, producteur, scénariste américain, né le 17 juin 1951 à Passaic, dans le New Jersey (États-Unis).

## Filmographie

### Comme acteur
- 1976 : American Tickler : Announcer
- 1976 : King Kong de John Guillermin : Bit Part
- 1984 : The House of God : Dr Fishberg
- 1984 : Johnny le dangereux (Johnny Dangerously) : Danny Vermin
- 1986 : Mafia Salad (Wise Guys) : Moe Dickstein
- 1988 : Flic ou Zombie (Dead Heat) : Doug Bigelow
- 1992 : Sidekicks : Kelly Stone
- 1993 : Huck and the King of Hearts : Max
- 1995 : Two Bits & Pepper : Zike / Spider
- 1995 : Captain Nuke and the Bomber Boys : Mr Wareman
- 1995 : Open Season : Hamlet
- 1999 : La Double Vie d'Eddie McDowd (100 Deeds for Eddie McDowd) (série télévisée) : Salli (voix)
- 1999 : New York, police judiciaire : Jeff Stahl (saison 9, épisode 21)
- 2000 : Baby Bedlam : Jack
- 2001 : Bartleby : Rocky
- 2001 : New York, police judiciaire : Art Cahill (saison 12, épisode 6)
- 2004 : New York, police judiciaire : Jarrett Whitestone (saison 15, épisode 8)
- 2006 : Dead Lenny (uk) : Louis Long
- 2006 : The Last Request
- 2018 : New York, unité spéciale : Albert Romano (saison 19, épisode 22)

### Comme scénariste
- 1986 : The Joe Piscopo New Jersey Special (TV)
- 1988 : Joe Piscopo Live! (TV)

### Comme producteur
- 1986 : The Joe Piscopo New Jersey Special (TV)